# Edge of Eternity
Edge of Eternity est un jeu vidéo de rôle développé par Midgar Studio et édité par Dear Villagers, sorti sur PC le 8 juin 2021. Reposant sur un univers mêlant fantasy et science-fiction, il est inspiré de célèbres licences de JRPG comme Final Fantasy, Xenosaga ou encore Dragon Quest.

## Scénario
Le jeu se déroule sur la planète Heryon. Alors que la guerre contre les Archélites fait rage, les dieux font don de leurs pouvoirs à leurs fidèles. Une maladie appelée la « Fièvre du Métal » transforme les habitants du monde en monstres.
Le joueur incarne Daryon, un soldat de l'armée du Consort qui déserte le front pour rejoindre sa sœur, Sélène, une prêtresse du Sanctorium qui requiert sa présence au chevet de leur mère gravement malade. Les deux frères et sœurs décident de parcourir le continent Astryen pour trouver un remède au mal qui contamine leur mère. Dans leur quête, ils rencontrent des personnages aux desseins divers qui les accompagnent tout au long de leur périple pour sauver le monde.
Le destin des deux protagonistes semblent se mêler à celui de la planète.

## Système de jeu
Edge of Eternity se déroule dans un monde ouvert divisé en plusieurs zones, déblocables en fonction de la progression du joueur dans lesquelles il peut se déplacer librement en temps réel. Au fil du récit, le joueur peut choisir d'incarner chaque nouveau compagnon rejoignant son équipe. Chaque nouveau membre du groupe est spécialisé dans un style de jeu différent, offrant de multiples possibilités tactiques lors des phases de combats, renouvelant ainsi le gameplay.
Les combats stratégiques se déroulent au tour par tour sur des cases hexagonales, le Nexus. Ce système rappelle celui de la série Grandia . Durant un combat, chaque action est régie par la jauge d'Active Time Battle (ATB) qui affecte aussi bien les personnages jouables que les adversaires. Elle détermine quand ils peuvent attaquer, utiliser un objet, interagir avec un élément du décor ou lancer un sort par l'usage de cristaux. A certains moments du jeu, l'aspect tour par tour est utilisé pour apporter une nouvelle dimension aux combats avec des phases qui s'apparentent davantage à du Tower Defense où les ennemis attaquent par vagues successives.
En dehors des armes principales des personnages, plusieurs armes fixes comme des tourelles, des canons et des balistes peuvent aider le joueur durant les combats, ou l'handicaper comme les toiles d'araignées et les cristaux.
Les armes des personnages sont personnalisables grâce à différents chemins de cristaux que le joueur peut moduler pour s'octroyer des compétences spécifiques en combat. Inspiré des matérias de Final Fantasy VII ,, les cristaux tirent leur puissance des éléments naturels et environnementaux d'Heryon : la terre, le feu, la glace, la foudre, l'eau, le vent, la lumière et l'ombre. Chacun possède ses propres caractéristiques, son code couleur ainsi que des capacités, compétences et sorts uniques. Le joueur peut les trouver en parcourant le monde et a la possibilité d'en créer de nouveaux en les fusionnant dans les ateliers installés dans les lieux de vie et points d'intérêts de l'univers.
Tout au long de son aventure, le joueur peut concevoir un équipement de niveau supérieur en cherchant des nouveaux matériaux et composants récupérables à la suite de contrats de chasse ou lors de la récolte de diverses ressources. Le joueur doit respecter les ingrédients nécessaires à la confection par l'emploi de recettes qu'il peut trouver dans des coffres ou qu'il peut acheter chez des marchands.
Le monde évolue selon un cycle jour/nuit dynamique et une météo en temps réel qui influent aussi bien sur les aptitudes des personnages que sur les faiblesses élémentaires des ennemis. Des événements dynamiques sous forme de quêtes secondaires, apparaissent en fonction de l'heure de la journée selon le placement du joueur sur la carte du monde.
Plusieurs puzzles jalonnent le monde et permettent de débloquer de nouveaux équipements.
Pour naviguer plus rapidement dans le monde ouvert, le joueur peut chevaucher des Nekaroo, de gros félins de la planète Heryon. Grâce à leur flair, ils aident le joueur à trouver des trésors lorsque ce ne sont pas des fouisseurs. Ils peuvent aussi participer à une course, jouable à la Ferme de Nekaroo de la Plaine de Solna. Ces créatures galopent plus rapidement s'ils traversent les pissenlits placés sur la carte du jeu.
Les streamers Twitch peuvent profiter d’un plugin intitulé “Game Master Extension” grâce auquel les spectateurs peuvent interagir directement sur la partie du joueur avec un système de vote ou de Quick Time Event. Plusieurs actions sont possibles comme augmenter temporairement la vitesse de son Nekaroo, décider de la météo en arrière-plan ou encore faire apparaître un coffre comprenant une récompense aléatoire sur le personnage principal.

## Développement

### Histoire
Le développement Edge of Eternity est porté par l'entreprise nîmoise Midgar Studio Il a été en partie financé par une campagne Kickstarter lancée en février 2015. Le jeu a reçu 161 246 $ de la part de 4 045 contributeurs.
Si l'équipe originelle est initialement composée de quatre développeurs, elle s’est au fil du développement enrichie de nouveaux membres pour atteindre la quinzaine de développeurs lors de sa sortie. Le jeu est dans un premier temps publié en accès anticipé sur Steam en 2018 en même temps que le premier chapitre de l'aventure. Il entre en phase en beta le 12 août 2020 après 20 mois d’accès anticipé. La publication de nouveaux épisodes rythme le développement jusqu'à la sortie des deux derniers chapitres sur PC, le 8 juin 2021.
| Nom du chapitre                               | Date de publication | Description |
| --------------------------------------------- | ------------------- | --- |
| Chapitre 1                                    | Décembre 2018       | |
| Chapitre 2 The Plains of Solna                | Mars 2019           | |
| Chapitre 3 The Reunion                        | Juillet 2019        | |
| Chapitre 4 The Man Who Survived The Corrosion | Novembre 2019       | |
| Chapitre 0 The Seeds Of Destruction           | 30 Janvier 2020     | Prologue dont la trame narrative prend chronologiquement place avant le premier chapitre.                                                                                      |
| Chapitre 5 In Enemy Territory                 | 14 Mai 2020         | |
| Chapitre 6 The God's Herald                   | 16 Décembre 2020    | |
| Chapitre 0.5                                  | 16 Février 2021     | Prenant place entre le Chapitre 0 et le Chapitre 1, il pourvoit le titre d'une nouvelle zone de jeu, Inel, qui permet au joueur de se familiariser avec les mécaniques de jeu. |
| Chapitre 7 A Message From Beyond              | 8 Juin 2021         | |
| Chapitre 8 The Ascent                         | 8 Juin 2021         | |

### Interprètes des personnages
- Micah Solusod : Daryon
- Aryn Rozelle : Selene
- Eileen Anglin : Heranna
- Deneen Melody : Myrna
- Justice Washington : Kora, Oboros
- Melissa Sternenberg : Sil
- Stefan Martello : Vaughn, le Supplicant
- Jordan Harrelson : Ordo, Alpharius, Nicholas, Mechanic
- Edwyn Tiong : Ysoris
- Julia Gu : Fallon
- Joe Cheney : Khalder, Flavio, Zaroff, Kino
- Bonnie Bogovich : Zaryn, Zandra, Citoyen, Lieutenant Argentis
- Erin Evans-Walker : Taranis
- James Tijidor : The Imperator
- Minh Ton : Theia
- Van Barr Jr. : Derek, Verleh
- Haley Moore : The Second Bearer
- Martin Purvis : Rendor
- Mick Lauer : Lawson

### Modding
Le jeu propose un outil appelé « ModKit » permettant aux joueurs de le modder. De nombreux mods proposent de jouer avec des armes issus des univers de Final Fantasy et de Dark Souls.

## Bande-son
La musique du jeu est composée par Cédric Menendez, connu pour ses compositions pour A Normal Lost Phone et Hover, et Yasunori Mitsuda, célèbre pour la musique de la série Xeno et d'Inazuma Eleven. Les deux compositeurs ont œuvré de concert pour l'enregistrement de la bande-son à l'Orchestre Symphonique de Bratislava dirigé par David Hernando Rico en mai 2016.
Depuis septembre 2021, la bande originale comprenant les 74 pistes du jeu est disponible au téléchargement sous format numérique sur Steam, GOG et Epic Games Store.

### Bande Originale
Toute la musique est composée par Cédric Menendez, sauf où indiqué.
| Liste des pistes | Liste des pistes                                     | Liste des pistes | Liste des pistes | Liste des pistes | Liste des pistes | Liste des pistes | Liste des pistes | Liste des pistes | Liste des pistes |
| No               | Titre                                                | Paroles          | Auteur           | Durée            |                  |                  |                  |                  |                  |
| ---------------- | ---------------------------------------------------- | ---------------- | ---------------- | ---------------- | ---------------- | ---------------- | ---------------- | ---------------- | ---------------- |
| 1.               | Archelites                                           |                  |                  | 1:25             |                  |                  |                  |                  |                  |
| 2.               | Theme Of Daryon                                      |                  | Yasunori Mitsuda | 2:39             |                  |                  |                  |                  |                  |
| 3.               | Oversized Two Handed Sword                           |                  |                  | 3:05             |                  |                  |                  |                  |                  |
| 4.               | Valliant March Against Darkness                      |                  |                  | 2:45             |                  |                  |                  |                  |                  |
| 5.               | Battle Of Eternity                                   |                  | Yasunori Mitsuda | 2:47             |                  |                  |                  |                  |                  |
| 6.               | Sil Sacrifice                                        |                  |                  | 2:06             |                  |                  |                  |                  |                  |
| 7.               | Ascendance                                           |                  |                  | 3:22             |                  |                  |                  |                  |                  |
| 8.               | Edge Of Eternity Main Theme                          |                  | Yasunori Mitsuda | 3:36             |                  |                  |                  |                  |                  |
| 9.               | Childhood Village                                    |                  |                  | 2:25             |                  |                  |                  |                  |                  |
| 10.              | The Lone Arch Standing Over the Land                 |                  |                  | 3:14             |                  |                  |                  |                  |                  |
| 11.              | Crystal Memories                                     |                  |                  | 2:14             |                  |                  |                  |                  |                  |
| 12.              | Crelk Forest                                         |                  |                  | 3:56             |                  |                  |                  |                  |                  |
| 13.              | The Last Uralik                                      |                  |                  | 1:48             |                  |                  |                  |                  |                  |
| 14.              | Green Lands                                          |                  |                  | 1:23             |                  |                  |                  |                  |                  |
| 15.              | Dark Lands                                           |                  |                  | 1:23             |                  |                  |                  |                  |                  |
| 16.              | Footsteps On The City Floor                          |                  |                  | 3:03             |                  |                  |                  |                  |                  |
| 17.              | The Lane Of Predictions                              |                  |                  | 1:21             |                  |                  |                  |                  |                  |
| 18.              | The Swamp                                            |                  |                  | 2:51             |                  |                  |                  |                  |                  |
| 19.              | Time to Be Brave                                     |                  |                  | 1:52             |                  |                  |                  |                  |                  |
| 20.              | A Morning in Jagholm                                 |                  |                  | 3:37             |                  |                  |                  |                  |                  |
| 21.              | Vaughn                                               |                  |                  | 1:41             |                  |                  |                  |                  |                  |
| 22.              | Beautiful Place                                      |                  |                  | 2:36             |                  |                  |                  |                  |                  |
| 23.              | With War in his Heart                                |                  |                  | 3:13             |                  |                  |                  |                  |                  |
| 24.              | Infinite Tower                                       |                  |                  | 2:23             |                  |                  |                  |                  |                  |
| 25.              | The Corrosion                                        |                  |                  | 4:39             |                  |                  |                  |                  |                  |
| 26.              | Theme of Selene                                      |                  | Yasunori Mitsuda | 3:30             |                  |                  |                  |                  |                  |
| 27.              | Tails and furballs                                   |                  |                  | 2:07             |                  |                  |                  |                  |                  |
| 28.              | Nekaroo Races                                        |                  |                  | 2:26             |                  |                  |                  |                  |                  |
| 29.              | The Long night                                       |                  |                  | 2:30             |                  |                  |                  |                  |                  |
| 30.              | Apocalypse                                           |                  |                  | 2:41             |                  |                  |                  |                  |                  |
| 31.              | Awakening                                            |                  |                  | 2:30             |                  |                  |                  |                  |                  |
| 32.              | Eline Lullaby                                        | Mioune           |                  | 0:42             |                  |                  |                  |                  |                  |
| 33.              | Future is not Bright                                 |                  |                  | 1:15             |                  |                  |                  |                  |                  |
| 34.              | Derek & Gavin                                        |                  |                  | 2:12             |                  |                  |                  |                  |                  |
| 35.              | The Sea's Gentle Lulling                             |                  |                  | 4:51             |                  |                  |                  |                  |                  |
| 36.              | Ode To Umbra                                         |                  |                  | 0:39             |                  |                  |                  |                  |                  |
| 37.              | Heretic's Trail                                      |                  |                  | 2:42             |                  |                  |                  |                  |                  |
| 38.              | Loaded Guns & Hungry Hearts                          |                  |                  | 1:55             |                  |                  |                  |                  |                  |
| 39.              | Tyr Caelum                                           |                  |                  | 2:58             |                  |                  |                  |                  |                  |
| 40.              | The Scrapyard                                        |                  |                  | 2:29             |                  |                  |                  |                  |                  |
| 41.              | With Rusty joint Trembling Hands (Theme of Ysoris)   |                  |                  | 2:10             |                  |                  |                  |                  |                  |
| 42.              | In the Mood for a Brawl                              |                  |                  | 3:03             |                  |                  |                  |                  |                  |
| 43.              | Clockwork Fields                                     |                  |                  | 1:06             |                  |                  |                  |                  |                  |
| 44.              | The Siver-Haired Goddess                             |                  |                  | 1:50             |                  |                  |                  |                  |                  |
| 45.              | A Carnelian in the City                              |                  |                  | 1:54             |                  |                  |                  |                  |                  |
| 46.              | Footsteps On The City Floor (Piano version)          |                  |                  | 2:46             |                  |                  |                  |                  |                  |
| 47.              | Elysian Fields                                       |                  |                  | 2:29             |                  |                  |                  |                  |                  |
| 48.              | The Secret Majesty of Roots                          |                  |                  | 2:39             |                  |                  |                  |                  |                  |
| 49.              | The Vanguard pt.1                                    |                  |                  | 2:50             |                  |                  |                  |                  |                  |
| 50.              | The Vanguard pt.2                                    |                  |                  | 2:36             |                  |                  |                  |                  |                  |
| 51.              | Theme Of Fallon                                      |                  | Yasunori Mitsuda | 2:56             |                  |                  |                  |                  |                  |
| 52.              | Crazy Eyes                                           |                  |                  | 1:59             |                  |                  |                  |                  |                  |
| 53.              | The Consort                                          |                  |                  | 2:03             |                  |                  |                  |                  |                  |
| 54.              | The Scorched Halcyon                                 |                  |                  | 2:29             |                  |                  |                  |                  |                  |
| 55.              | The Last Peaceful Day                                |                  |                  | 2:18             |                  |                  |                  |                  |                  |
| 56.              | Rendor's House                                       |                  |                  | 1:55             |                  |                  |                  |                  |                  |
| 57.              | Theme Of Eline                                       |                  | Yasunori Mitsuda | 4:05             |                  |                  |                  |                  |                  |
| 58.              | A Date at the Gates of Hell                          |                  |                  | 2:53             |                  |                  |                  |                  |                  |
| 59.              | Game Over                                            |                  |                  | 0:56             |                  |                  |                  |                  |                  |
| 60.              | Ysoris & Selene                                      |                  |                  | 1:35             |                  |                  |                  |                  |                  |
| 61.              | Sacred Mountain                                      |                  |                  | 3:17             |                  |                  |                  |                  |                  |
| 62.              | Crystal Cathedral                                    |                  |                  | 2:46             |                  |                  |                  |                  |                  |
| 63.              | God's Tower                                          |                  |                  | 1:53             |                  |                  |                  |                  |                  |
| 64.              | God's Wrath                                          |                  |                  | 2:59             |                  |                  |                  |                  |                  |
| 65.              | Lost Love                                            |                  |                  | 3:12             |                  |                  |                  |                  |                  |
| 66.              | Last Breath                                          |                  |                  | 3:21             |                  |                  |                  |                  |                  |
| 67.              | Final Showdown                                       |                  |                  | 2:43             |                  |                  |                  |                  |                  |
| 68.              | Mankind's Last Protector                             |                  |                  | 3:44             |                  |                  |                  |                  |                  |
| 69.              | The Herald of the Gods                               |                  |                  | 2:46             |                  |                  |                  |                  |                  |
| 70.              | The Betrayed                                         |                  |                  | 5:30             |                  |                  |                  |                  |                  |
| 71.              | Song of Eternity                                     | Mioune           |                  | 4:55             |                  |                  |                  |                  |                  |
| 72.              | Bonus Track_Edge of Eternity Opening_(Kickstarter 1) |                  |                  | 2:18             |                  |                  |                  |                  |                  |
| 73.              | Bonus Track_Crystal song_(Kickstarter 2)             |                  |                  | 2:23             |                  |                  |                  |                  |                  |
| 74.              | Bonus Track_ Last Hope_(Trailer early access)        |                  |                  | 1:51             |                  |                  |                  |                  |                  |
| 3:10:28          |                                                      |                  |                  |                  |                  |                  |                  |                  |                  |

## Réception
Dans son aperçu du jeu, le journaliste JackBradford de Jeuxvideo.com a donné à Edge of Eternity la note d'attente la plus élevée du site (« Très bon »). Il qualifie notamment le jeu « d'esthétiquement réussi ». Lors de la Gamescom 2019, le journaliste de Gameblog, Thomas Pillon, a pu s'essayer au titre et en ressort surpris par l'expérience vécue conçue par une équipe « microscopique de neuf développeurs ». Il précise alors qu'Edge of Eternity est tout de même « brute dans sa proposition » bien que « le système de combat et l'univers sont suffisamment intéressant pour avoir envie d'y jeter un œil ».
Après sa sortie d'accès anticipé en juin 2021, le titre est jugé par la presse au terme de sept années de développement. Sur Jeuxvideo.com, la journaliste Midnailah lui attribue la note de 14 sur 20. Elle reproche au jeu son manque de finition technique concernant les animations et expressions faciales. La direction artistique, la bande originale, la durée de vie, les dialogues et « la volonté du studio d'améliorer l'expérience » font partie des points forts du test. La journaliste conclut son appréciation en précisant que Midgar Studio est « un studio français à suivre ».
Le manque de moyens humains et financiers sont des éléments qui reviennent souvent dans les différents tests pour justifier les faiblesses techniques et la présence de bugs du jeu comme le souligne Fabien Pellegrini de JeuxActu.com, « le manque de budget est visible, certes, mais pas au point d'être réellement gênant ». Néanmoins le journaliste indique dans les points positifs de son test « que pour un petit studio, le résultat force le respect […] l'occasion de rappeler à certains joueurs (et journalistes) qu'il y a une vie en dehors des AAA ».
Pour Killy de Gamekult, le studio a adopté une posture avec « une honnêteté réelle dans une démarche risquée et ambitieuse ». Si les aspects sonores, visuels et scénaristiques sont mis en avant, le média reproche au titre « de lourds problèmes techniques » qui entrave l'immersion du joueur.